# ニザームパトナム
ニザームパトナム（英語：Nizampatnam）は、南インドのアーンドラ・プラデーシュ州、グントゥール県の都市。ニザーマパトナム（Nizamapatnam）とも呼ばれる。